# Dichiarazione di Boulogne

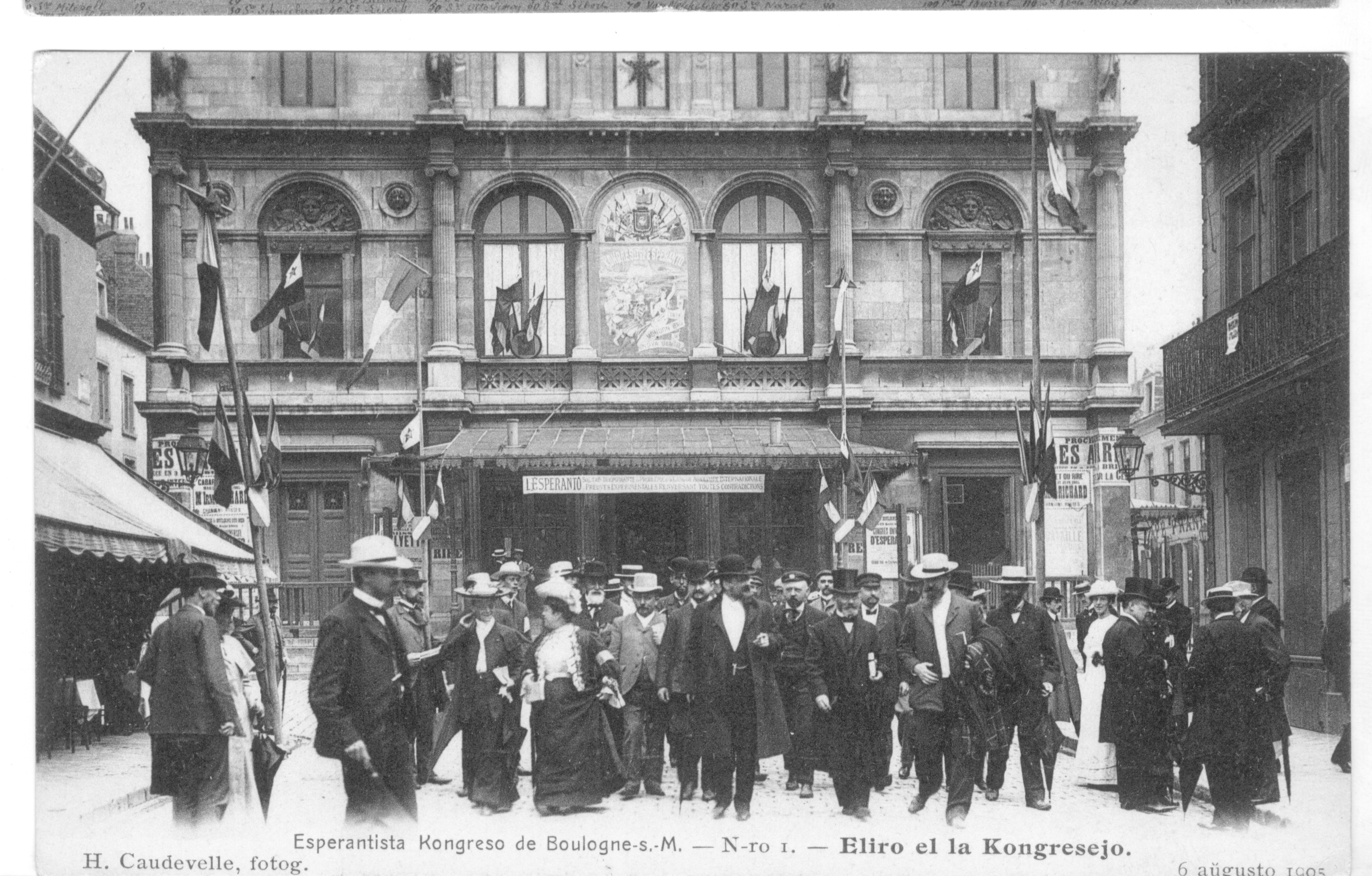
Un'immagine dell'uscita dal Congresso Universale di Boulogne-sur-Mer del 1905 (Caudevelle, 6 agosto 1905).

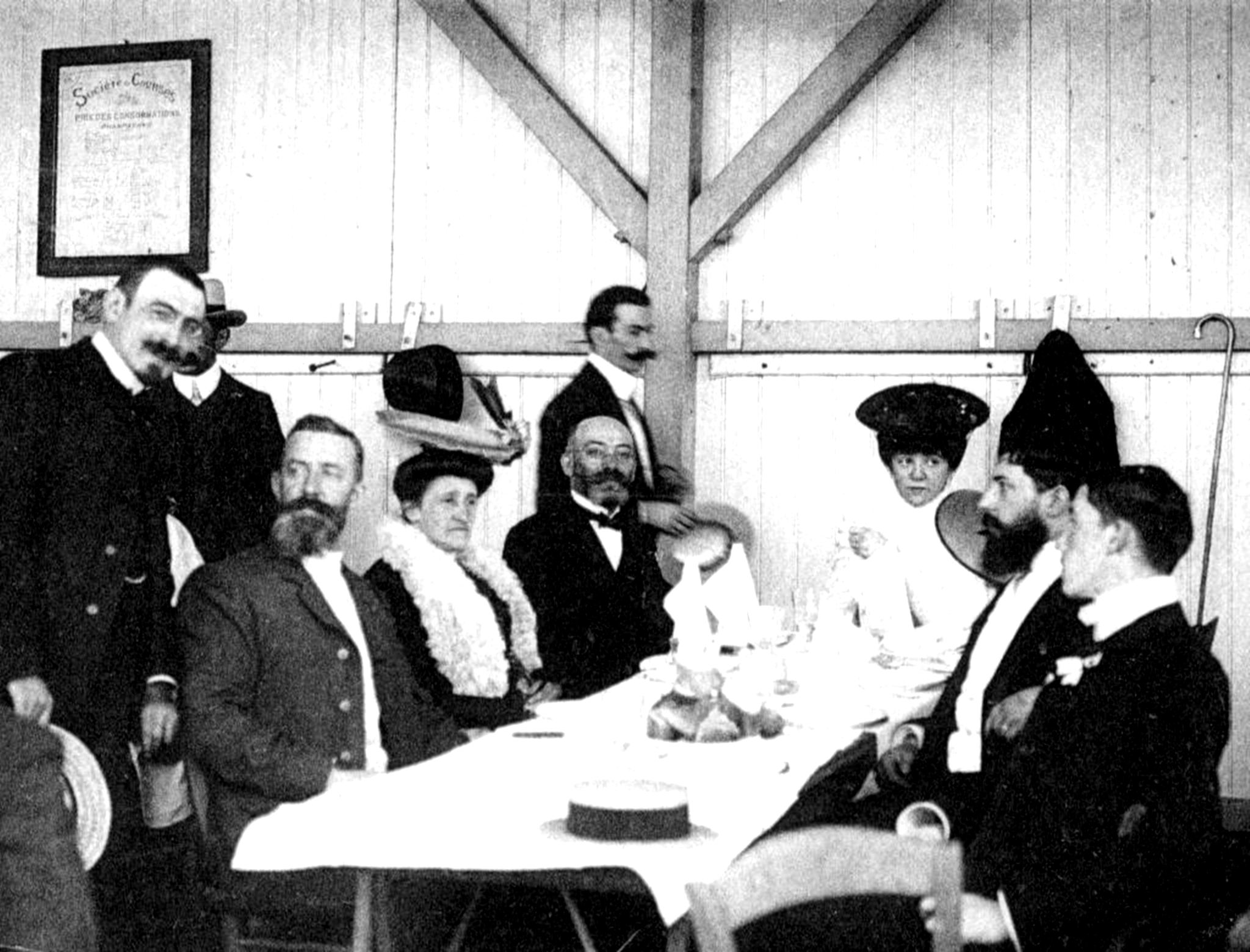
Le famiglie di Zamenhof e Alfred Michaux, fotografate durante il Congresso.

La Dichiarazione di Boulogne o Dichiarazione sull'essenza dell'esperantismo è una dichiarazione in cinque punti sottoscritta il 9 agosto 1905 in conclusione dei lavori del primo Congresso universale di esperanto, tenutosi nella città di Boulogne-sur-Mer, in Francia.
Tale dichiarazione vuole mettere in chiaro cosa è il movimento esperantista, ma anche cosa non è (le idee che circolavano attorno al movimento erano talvolta sbagliate). Inoltre evidenzia alcuni concetti come l'indipendenza dell'esperanto da qualsiasi persona o ideologia. Viene ribadito che il suo iniziatore, Ludwik Lejzer Zamenhof, non ha voluto tenere per sé i diritti, ma l'ha donata al mondo intero, di cui è proprietà. Nell'ultimo punto viene anche data una definizione di esperantista, cioè ogni persona che conosce ed usa la lingua esperanto, indipendentemente se legata o no ad un'associazione esperantista o i fini per cui usa la lingua.

## I punti della dichiarazione
1. Nel primo punto si chiarisce che l'esperanto non è un movimento che vuole la soppressione delle lingue, ma vuole proporre una soluzione di lingua franca internazionale. Si solleva l'esperantismo da idee diverse di singoli esperantisti sul movimento.
2. Nel secondo punto si fa constatare che effettivamente dopo gli anni di uso l'esperanto si è dimostrata in grado di far comunicare i popoli e che altri progetti sono teorici (siamo nel 1905) e non hanno avuto gli stessi risultati.
3. Nel terzo punto viene ribadito il rifiuto di Zamenhof (ideatore della lingua) ai diritti sull'esperanto, e quindi l'appartenenza dell'esperanto all'umanità e non a singoli, per qualsiasi scopo sia possibile usarla. Proprietari spirituali sono invece i migliori scrittori.
4. Nel quarto punto viene "legalizzata" l'evoluzione della lingua. A patto che si rispettino le linee guida del Fundamento de Esperanto, la lingua può anche essere diversa nell'uso da quella di Zamenhof, che però viene proposto come modello da imitare, per l'unità della lingua.
5. Il quinto punto dà la definizione di esperantista che può essere chiamato chiunque apprenda la lingua internazionale, indipendentemente dagli scopi o dall'aderenza al movimento.